# Paul Aue
Paul Aue (ur. 7 października 1891 w Söbringen, w Saksonii; zm. 1945) – as lotnictwa niemieckiego Luftstreitkräfte z 10 potwierdzonymi  zwycięstwami w I wojnie światowej. 

## Życiorys
Służył w eskadrze bombowej Kampfstaffel 30 należącej do Kampfgeschwader 5. W jednostce odniósł swoje pierwsze potwierdzone zwycięstwo 25 października 1916 roku, oraz prawdopodobnie jeszcze dwa niepotwierdzone. 10 października 1916 roku został przeniesiony do eskadry myśliwskiej Jagdstaffel 10, w której służył do końca wojny.  W eskadrze do końca 1917 roku odniósł co najmniej pięć potwierdzonych zwycięstw do momentu kiedy został poważnie ranny 19 września prawdopodobnie w czasie walki z pilotami z 19 Eskadry Spadów.
Do jednostki wrócił na początku 1918 roku i kolejne zwycięstwo odniósł 3 maja. Łącznie do końca wojny odniósł 10 pewnych zwycięstw i 3 niepotwierdzone. Latał między innymi na samolotach Fokker D.VII.
Po wojnie od lat trzydziestych służył w Luftwaffe. Szkolił pilotów i od 1 listopada 1939 roku sprawował dowództwo nad szkołą lotniczą Blindflugschulen (BFS) Flugzeugführerschule FFS B 31 do momentu jej rozwiązania 16 kwietnia 1945 roku. W 1945 roku dostał się do niewoli sowieckiej i zmarł w obozie w tym samym roku.

## Odznaczenia
- Order Wojskowy św. Henryka (Saksonia)
- Wojenny Order Zasługi (Saksonia)
- Krzyż Żelazny I Klasy (Prusy)
- Krzyż Żelazny II Klasy (Prusy)